# 蘇原駅
蘇原駅（そはらえき）は、岐阜県各務原市蘇原瑞雲町一丁目にある、東海旅客鉄道（JR東海）高山本線の駅。駅番号はCG03。

## 歴史
- 1942年（昭和17年）
  - 6月1日：高山本線の那加駅 - 各務ケ原駅間に新設開業[1]。旅客営業のみ[2]。
  - 11月15日：貨物の取り扱いを開始[2]。
- 1978年（昭和53年）10月1日：貨物の取り扱いを廃止[2]。
- 1984年（昭和59年）2月1日：荷物扱い廃止[2]。
- 1985年（昭和60年）4月1日：無人駅化[1][3]。ただししばらくの間、鵜沼駅からの出張扱いで乗車券類を発売[3]。
- 1987年（昭和62年）4月1日：国鉄分割民営化に伴い、東海旅客鉄道（JR東海）の駅となる[2]。
- 1997年（平成9年）：駅舎改築[1]。
- 2010年（平成22年）3月13日：ICカード「TOICA」の利用が可能となる[4]。
- 2023年（令和5年）：駅前広場完成[5]。

## 駅構造
単式ホーム1面1線と島式ホーム1面2線、合計2面3線のホームを有する地上駅。駅前に各務原市が設置した水洗式便所がある。
当駅で特急列車が普通列車を追い越す場合は、1番線と3番線に普通列車が待避し、特急列車が2番線を通過する（上下線とも待避列車がない場合でも）。待避がない場合の普通列車は下りは1番線、上りは2番線に停車する。
当駅は航空自衛隊岐阜基地のJR線の最寄り駅であり、航空祭が開催される際は駅員が配置される。また、岐阜駅との間で臨時列車が運転される。

### のりば
| 番線 | 路線        | 方向 | 行先               |
| ---- | ----------- | ---- | ------------------ |
| 1    | CG 高山本線 | 下り | 美濃太田・高山方面 |
| 2・3 | CG 高山本線 | 上り | 岐阜・名古屋方面   |

- 岐阜駅管理の無人駅。開業以来の大きな駅舎が残っていたが1997年にコンパクトで待合室機能だけを持つ建物に改築された。TOICA専用の簡易改札機が設置されたが、自動券売機は設置されていない。
- 二つのホームにそれぞれゴミ箱が設置されていたが、2006年（平成18年）12月にセキュリティ強化のため撤去された。

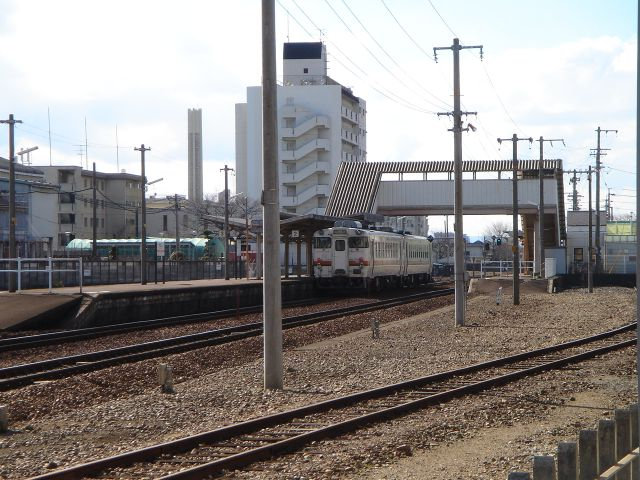
ホーム（2005年2月）

## 利用状況
一日平均の乗車人員は以下の通り。
- 2006年度 - 866人
- 2007年度 - 865人
- 2008年度 - 860人
- 2009年度 - 872人
- 2010年度 - 915人
- 2011年度 - 935人
- 2012年度 - 941人
- 2013年度 - 974人
- 2014年度 - 987人
- 2015年度 - 1,038人
- 2016年度 - 1,036人
- 2017年度 - 1,039人
- 2018年度 - 1,019人

名古屋駅へは名鉄で犬山駅や名鉄岐阜駅を経由するより岐阜駅で東海道本線に乗り換える方が早いために利用客は年々増加しているが高山本線の運転本数が少ないため付近にある名鉄三柿野駅には及ばない。JRにおける航空自衛隊岐阜基地への最寄り駅であるため、航空祭の開催日には駅員が臨時に配置され、岐阜駅から臨時列車も数本運行される（開催日でも特急「ひだ」は臨時停車を行わず、通過する）。

## 駅周辺
- 名古屋鉄道各務原線 - 三柿野駅
- 川崎重工業航空宇宙システムカンパニー岐阜工場[1]
- 航空自衛隊岐阜基地[1]
- 中部電力 蘇原電力所
- 前渡不動尊
- ホテル ルートイン  各務原
- 各務原警察署 蘇原交番
- 東濃信用金庫 蘇原支店

## バス路線
各務原市ふれあいバス、テクノライナー「JR蘇原駅」バス停
- 蘇原線
  - 蘇原中学校南口、各務原市役所前駅方面
  - プリニーの市民会館前、東海中央病院、蘇原第一小学校前、プリニーの野球場前（市民球場前）前方面
- テクノライナー
  - 三柿野駅方面
  - 各務原高校、テクノプラザ本館、各務西町営業所方面

## 隣の駅
東海旅客鉄道（JR東海）
CG 高山本線
那加駅 (CG02) - 蘇原駅 (CG03) - 各務ケ原駅 (CG04)